# اولریک کلوتس
اولریک کلوتس (به انگلیسی: Ulrike Klotz) ژیمناست زادهٔ ۱۵ نوامبر ۱۹۷۰ میلادی اهل کشور آلمان شرقی است.